# Pardysówka Mała
Pardysówka Mała – część  miasta Józefowa w Polsce, położona w województwie lubelskim, w powiecie biłgorajskim, w gminie Józefów.

## Historia
1 stycznia 1988 Pardysówkę Małą (86,24 ha) włączono do Józefowa, w związku z odzyskaniem przez niego statusu miasta.